# Mai una signora
Mai una signora — девятый студийный альбом итальянской певицы Патти Право, выпущенный в апреле 1974 года на лейбле RCA Italiana.

## Об альбоме
На данном альбоме певица продолжает сотрудничество с авторами Джованни Уллу и Маурицио Монти, которые написали музыку и тексты всех песен лонгплея.
С альбома был выпущен сингл «Come un Pierrot», который достиг 7 места в хит-параде. Вторым синглом должна была стать песня «Quale signora», однако не прошла цензуру из-за спорного содержания и была заменена на «La valigia blu». Альбому удалось повторить успех предыдущего и он также возглавил еженедельный хит-парад Италии, а также стал третьим самым продаваемым в 1974 году.

## Список композиций
| №  | Название            | Длительность |
| -- | ------------------- | ------------ |
| 1. | «Quale signora»     | 5:27         |
| 2. | «La valigia blu»    | 3:14         |
| 3. | «Autobus»           | 3:29         |
| 4. | «Un amore assoluto» | 5:23         |

| №                   | Название                 | Длительность |
| ------------------- | ------------------------ | ------------ |
| 1.                  | «Come un Pierrot»        | 4:32         |
| 2.                  | «Carezze tutti i giorni» | 3:11         |
| 3.                  | «La prigioniera»         | 4:57         |
| 4.                  | «Quasi magia»            | 3:31         |
| Общая длительность: | Общая длительность:      | 33:44        |

## Чарты

### Еженедельные чарты
| Чарт (1974)              | Высшая позиция |
| ------------------------ | -------------- |
| Италия (Musica e dischi) | 1              |

### Годовые чарты
| Чарт (1974)              | Позиция |
| ------------------------ | ------- |
| Италия (Musica e dischi) | 3       |